# Кіша Бейкер
Кіша Бейкер  (англ. Keshia Baker, 30 січня 1988) — американська легкоатлетка, олімпійська чемпіонка.

## Виступи на Олімпіадах
| Олімпіада   | Дисципліна              | Місце |
| ----------- | ----------------------- | ----- |
| Лондон 2012 | естафета 4 x 400 метрів | 1     |

## Зовнішні посилання
- Досьє на sport.references.com [Архівовано 10 листопада 2013 у Wayback Machine.]